# Adelheid Gapp
Adelheid Gapp detta Heidi (19 febbraio 1966) è un'ex sciatrice alpina austriaca.

## Biografia
Specialista delle prove tecniche originaria di Aldrans, in Coppa del Mondo la Gapp ottenne il primo piazzamento il 15 dicembre 1985 a Savognin in slalom speciale (13ª), conquistò il miglior risultato l'11 marzo 1986 a Park City nella medesima specialità (4ª) e ottenne l'ultimo piazzamento il 30 novembre 1987 a Courmayeur sempre in slalom speciale (9ª). Continuò a gareggiare in Coppa Europa fino alla stagione 1988-1989, che chiuse al 6º posto nella classifica di slalom gigante; non prese parte a rassegne olimpiche né ottenne piazzamenti ai Campionati mondiali.

## Palmarès

### Coppa del Mondo
- Miglior piazzamento in classifica generale: 51ª nel 1986

### Campionati austriaci
- 2 medaglie[1]:
  - 1 oro (combinata nel 1986)
  - 1 argento (slalom speciale nel 1986)